# 1780 Kippes
1780 Kippes eller A906 RA är en asteroid i huvudbältet, som upptäcktes 12 september 1906 av den tyska astronomen August Kopff i Heidelberg. Den har fått sitt namn efter den tyske prästen och astronomen Otto Kippes.
Asteroiden har en diameter på ungefär 28 kilometer och den tillhör asteroidgruppen Eos.